# ماشلرودا
ماشلرودا (به آلمانی: Mechelroda) یک شهر در آلمان است که در وایمارر لاند واقع شده‌است. ماشلرودا ۲۵۲ نفر جمعیت دارد.